# Парія (затока)
Затока Парія (англ. Gulf of Paria, ісп. Golfo de Paria) — затока Карибського моря, обмежена берегом Венесуели, включно з півостровом Парія та островом Тринідад. З'єднана протокою Бокас-дель-Драгон з іншою частиною Карибського моря, а протокою Бока-де-ла-Сьєрпе — з Протокою Колумба, яка виходить в Атлантичний океан. Площа — 7800 км², глибина — до 22 м. Для затоки характерні сильні (понад 3,5 км/год) припливні течії.
Затока була відкрита Христофором Колумбом. На узбережжі затоки знаходиться столиця Тринідаду і Тобаго — Порт-оф-Спейн.
| Венесуела | Це незавершена стаття з географії Венесуели. Ви можете допомогти проєкту, виправивши або дописавши її. |

| Тринідад і Тобаго | Це незавершена стаття з географії Тринідаду і Тобаго. Ви можете допомогти проєкту, виправивши або дописавши її. |